# 高橋和平
高橋 和平（たかはし まさひら、1927年（昭和2年）1月1日 - 2014年（平成26年）1月15日）は日本の実業家、元日本フエルト社長・会長、元日本フエルト商事専務。

## 略歴
東京都出身。趣味は音楽・ゴルフ。
1948年（昭和23年）、東京大学第一工学部建築学科卒業。1952年（昭和27年）東京工業大学研究科繊維コース卒業、日本フエルト入社。1974年（昭和49年）同社取締役、1979年（昭和54年）常務取締役、1983年（昭和58年）専務取締役、1989年（平成元年）代表取締役社長、1995年（平成7年）代表取締役会長。
2014年1月15日、肺癌のため死去、87歳。

## 参考
交詢社 第69版 『日本紳士録』 1986年